# Померли у вересні 2014

## 30 вересня
- Мартін Перл, 87, американський фізик, лауреат премії Вольфа (1982) та Нобелівської премії з фізики (1995).

## 29 вересня
- Безгін Ігор Дмитрович, 77, український театральний діяч.

## 25 вересня
- Яак Йоала, 64, радянський та естонський співак, заслужений артист Естонської РСР.

## 24 вересня
- Кадишевський Володимир Георгійович, 77, російський фізик-теоретик, професор, академік РАН.

## 20 вересня
- Березовий Анатолій Миколайович, 72, льотчик-космонавт СРСР.
- Кльонов Павло Микитович, 90, актор театру.
- Чикирисов Юрій Семенович, 78, український письменник-публіцист і журналіст, перекладач зі слов'янських мов.

## 17 вересня
- Гусін Андрій Леонідович, 41, український футболіст, відомий за виступами у складі київського «Динамо» та збірної України.

## 12 вересня
- Іан Пейслі, 88, північноірландський релігійний діяч, політик, лідер юніоністського руху в Ольстері.

## 9 вересня
- Бурмака Василь Антонович, 96, радянський військовий льотчик, Герой Радянського Союзу, почесний громадянин Запоріжжя і Дніпропетровська.

## 7 вересня
- Дорошенко Марина Олегівна, 33, українська баскетболістка.

## 4 вересня
- Донатас Баніоніс, 90, радянський, литовський актор театру та кіно, режисер. Народний артист Литовської РСР (1973). Народний артист СРСР (1974).

## 2 вересня
- Клімчук Борис Петрович, 63, голова Волинської обласної державної адміністрації (1995—2002, 2010—2014).